# Catharodesmus dorbignyi
Catharodesmus dorbignyi är en mångfotingart som först beskrevs av Brölemnn 1900.  Catharodesmus dorbignyi ingår i släktet Catharodesmus och familjen Chelodesmidae. Inga underarter finns listade i Catalogue of Life.